# Staurastrum gladiosum
Staurastrum gladiosum là một loài Song tinh tảo trong họ Desmidiaceae, thuộc chi Staurastrum.